# Chanea suukyii
Chanea suukyii es una especie de araña araneomorfa de la familia Mysmenidae. Es el único miembro del género monotípico Chanea.

## Distribución geográfica
Es endémica de la provincia de Yunnan (China).